# 16 octobre
Pour les articles homonymes, voir Seize-Octobre.
16 septembre 16 novembre
Chronologies thématiques
- Croisades
- Ferroviaires
- Sports
- Disney
- Anarchisme
- Catholicisme

Abréviations / Voir aussi
- (° 1852) = né en 1852
- († 1885) = mort en 1885
- a.s. = calendrier julien
- n.s. = calendrier grégorien
- Calendrier
- Calendrier perpétuel
- Liste de calendriers
- Naissances du jour

Le 16 octobre est le 289e jour de l'année du calendrier grégorien, 290e lorsqu'elle est bissextile (il en reste ensuite 76).
C'était généralement l'équivalent du 25 vendémiaire du calendrier républicain français, officiellement dénommé jour du bœuf.

## Événements

### VIIIesiècle
- 708 : fondation du sanctuaire du mont Saint-Michel par l'évêque Aubert d'Avranches.

### XIesiècle
- 1094 : excommunication du roi Philippe Ier, roi des Francs.

### XVIIIesiècle
- 1793 : exécution de la reine de France Marie-Antoinette, le même jour que la bataille de Wattignies.

### XIXesiècle
- 1813 : début de la bataille de Leipzig (campagne d'Allemagne napoléonienne).
- 1815 : Napoléon Ier débarque à Sainte-Hélène.
- 1834 : incendie au parlement britannique, le bâtiment est presque entièrement détruit.
- 1836 : victoire boer, à la bataille de Vegkop, pendant le Grand Trek.

### XXesiècle
- 1916 : les alliés occupent Athènes, lors de la Première Guerre mondiale.
- 1925 : signature des accords de Locarno.
- 1943 : rafle du ghetto de Rome.
- 1964 : la Chine fait exploser sa première bombe atomique d'essai.
- 1970 : Ottawa promulgue la loi sur les mesures de guerre, à la suite des agissements du Front de libération du Québec (FLQ).

### XXIesiècle
- 2017 : en Irak, l'armée et les Hachd al-Chaabi reprennent Kirkouk aux peshmergas.
- 2024 : dans la Bande de Gaza, Yahya Sinwar, chef du Hamas, meurt lors de combats avec l'armée israélienne[1].

## Arts, culture et religion
- 1879 : Nana, d’Émile Zola, est initialement publié sous forme de feuilleton dans Le Voltaire.
- 1923 : création de The Walt Disney Company par Walt Disney.
- 1949 : Jules Isaac demande au pape Pie XII la révision du pro perfidis Judaeis, oraison prononcée lors de la prière du Vendredi saint.
- 1978 : élection du pape Jean-Paul II (Karol Józef Wojtyła de son vrai nom)[2].
- 2002 : inauguration de la Bibliotheca Alexandrina, construite à l'emplacement approximatif de l'ancienne bibliothèque d'Alexandrie.
- 2019 : début de la Foire du livre de Francfort, jusqu'au 20 octobre[3].

## Sciences et techniques
- 2012 : découverte d'Alpha Centauri Bb, exoplanète connue la plus proche de la Terre, et également la moins massive, jamais découverte autour d'une étoile comparable au Soleil.
- 2017 : annonce de la détection d'une fusion d'étoiles à neutrons le 17 août précédent, tant sous forme d'ondes gravitationnelles que sous forme lumineuse.
- 2022 : la goélette Tara achève sa circumnavigation australe de deux ans[4].

## Économie et société
- 1984 : mort du petit Grégory Villemin, début d'une longue enquête.
- 2013 : au Laos, l'accident aérien d'un vol 301 Lao Airlines cause la mort de 49 personnes.
- 2018 : 
  - au Maroc, accident ferroviaire à Bouknadel, causant la mort de sept personnes et une centaine de blessés.
  - En France, Jean-Luc Mélenchon et certains de ses camarades de parti s'en prennent physiquement aux magistrat et policiers venus opérer une perquisition dans leurs locaux parisiens de La France insoumise, dans le cadre d'une enquête préliminaire sur leur financement de campagne présidentielle de 2017, ce qui entraînera leurs condamnations judiciaires pour rébellion à la force publique, fin 2019.
- 2020 : en France, un attentat par décapitation fait pour victime un enseignant ayant utilisé des caricatures de Mahomet dans un cours sur la liberté d'expression[5].
- 2023 : en Belgique, à Bruxelles, un attentat islamiste fait deux morts et un blessé[6].

## Naissances

### XVesiècle
- 1430 : Jacques II, roi d'Écosse de 1437 à 1460 († 3 août 1460).
- 1483 : Gasparo Contarini, prélat italien († 24 août 1542).

### XVIIesiècle
- 1605 : Ottavio Amigoni, peintre italien († 28 octobre 1661).
- 1620 : Pierre Puget, sculpteur, peintre, dessinateur et architecte français († 2 décembre 1694).

### XVIIIesiècle
- 1758 : Noah Webster, lexicographe et éditeur américain († 28 mai 1843).

### XIXesiècle
- 1805 : Jean Laborde, diplomate français († 27 décembre 1878).
- 1841 : Hirobumi Itō (伊藤博文), homme politique, diplomate et samouraï japonais, Premier ministre du Japon de 1885 à 1888 († 26 octobre 1909).Maria Goretti (1902)

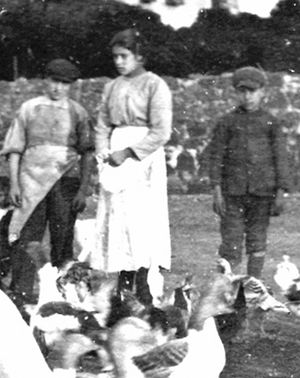
Maria Goretti (1902)

- 1854 : Oscar Wilde, écrivain irlandais († 30 novembre 1900).
- 1861 : Richard Sears, joueur de tennis américain († 8 avril 1943).
- 1863 : Austen Chamberlain, personnalité politique britannique, prix Nobel de la paix 1925 († 17 mars 1937).
- 1870 :
  - Charles Lemaresquier, architecte français († 6 janvier 1972).
  - Louis Nattero, peintre français († 10 novembre 1915).
- 1873 : Einar Liberg, tireur sportif norvégien, quadruple champion olympique († 9 septembre 1955).
- 1878 : Maxie Long, athlète américain, champion olympique sur 400 mètres en 1900 († 4 mars 1959).
- 1885 : Dorando Pietri, athlète de marathon italien († 7 février 1942).
- 1886 : David Ben Gourion (דָּוִד בֶּן-גּוּרִיּוֹן), homme politique israélien, Premier ministre de 1948 à 1953 et de 1955 à 1963 († 1er décembre 1973).
- 1888 : Eugene O'Neill, dramaturge américain, Prix Nobel de littérature en 1936 († 27 novembre 1953).
- 1890 : Maria Goretti, vierge, martyre et sainte catholique italienne, canonisée en 1950 († 6 juillet 1902).
- 1897 : Louis de Cazenave, « poilu » français de la Grande Guerre († 20 janvier 2008).

### XXesiècle
- 1903 : Cécile de Brunhoff, conteuse française, co-créatrice de Babar avec son mari infra († 7 avril 2003).
- 1905 : Katsuma Dan (團 勝磨), biologiste japonais († 18 mai 1996).
- 1906 : Dino Buzzati, écrivain et journaliste italien († 28 janvier 1972).
- 1913 : Božidar Popović, mathématicien, astronome et espérantiste serbe († 6 mars 1993).
- 1914 : Christian Chambosse, archéologue, préhistorien et spéléologue français († 6 octobre 2004).
- 1915 : Robert Dorgebray, coureur cycliste français, champion olympique en 1936 († 29 septembre 2005).
- 1917 : Alice Pearce, actrice américaine († 3 mars 1966).
- 1918 :
  - Louis Althusser, philosophe français (+ 22 octobre 1990).
  - Henri Vernes (Charles-Henri Dewisme dit), romancier belge († 25 juillet 2021).
- 1920 : Andrzej Munk, cinéaste polonais († 20 septembre 1961).
- 1923 :
  - Linda Darnell, actrice américaine († 10 avril 1965).
  - Bert Kaempfert, chef d’orchestre et compositeur allemand († 21 juin 1980).
- 1924 : Jacques Legras, acteur et humoriste français, pionnier en France des "caméras cachées" à la télévision († 15 mars 2006).
- 1925 :
  - Angela Lansbury, actrice américaine d’origine britannique († 11 octobre 2022).
  - Jean-Apôtre « Apo » Lazaridès, cycliste sur route français († 30 octobre 1998).
- 1927 : Günter Grass, poète, romancier et dramaturge allemand, prix Nobel de littérature en 1999 († 13 avril 2015).
- 1929 : Ivor Allchurch, footballeur gallois († 10 juillet 1997).
- 1930 : Carmen Sevilla, actrice, chanteuse et danseuse espagnole.
- 1932 : 
  - Claude Léveillée, chanteur canadien († 9 juin 2011).
  - Lucien Paiement, homme politique québécois († 23 janvier 2013).
- 1933 : Claude Imbert, philosophe.
- 1936 : 
  - Andrei Chikatilo (Андре́й Рома́нович Чикати́ло), tueur en série ukrainien († 14 février 1994).
  - Irina Demick, actrice russo-franco-américaine († 8 octobre 2004).
- 1938 : 
  - Nico (Christa Päffgen dite), chanteuse et actrice allemande († 18 juillet 1988).
  - Louise Rémy, actrice canadienne († 3 juillet 2016).
  - Yevgeni Petrov, tireur sportif russe, champion olympique.
- 1940 :
  - Barry Corbin, acteur américain.
  - David Albert « Dave » DeBusschere, basketteur américain († 14 mai 2003).
- 1941 :
  - Baddeley Devesi, homme politique salomonais, premier gouverneur général des îles Salomon de 1978 à 1988 († 16 février 2012).
  - Simon Ward, acteur britannique († 20 juillet 2012).
- 1943 : Paul Rose, militant souverainiste et syndicaliste québécois († 14 mars 2013).
- 1945 : Pascal Sevran (Jean-Claude Jouhaud dit), animateur de télévision, producteur de télévision, parolier, chanteur et écrivain français († 9 mai 2008).
- 1946 :
  - Carlos Ott, architecte uruguayen.
  - Suzanne Somers, actrice et scénariste américaine.
- 1947 :
  - Robert Hall « Bob » Weir, chanteur, guitariste et compositeur américain du groupe Grateful Dead.
  - David Zucker, réalisateur, producteur et scénariste américain.
- 1950 : 
  - Héctor Baley, footballeur argentin.
  - Viktor Rashchupkin, athlète soviétique champion olympique du lancer du disque.
- 1952 : Mariza Dias Costa, caricaturiste et illustratrice politique sud-américaine (guatémalto-brésilienne, † 29 mars 2019).
- 1954 : Jean-Jacqui Boutet, acteur et metteur en scène québécois.
- 1955 : 
  - Ellen Dolan, actrice américaine de théâtre, de cinéma et de télévision.
  - Wilfrid « Wilf » Paiement, hockeyeur professionnel canadien.
  - Rod Strachan, nageur américain, champion olympique.
- 1956 :
  - Melissa Belote, nageuse américaine.
  - Jean-Claude Marcourt, homme politique belge.
  - James Hansen Newman, astronaute américain.
- 1958 : 
  - Jean-Denys Choulet, entraîneur de basket-ball français.
  - Timothy Francis « Tim » Robbins, acteur et cinéaste américain.
- 1959 : Cédric Noël, acteur québécois.
- 1961 :
  - Marc Lévy, écrivain français.
  - Pierre-Karl Péladeau, homme d’affaires québécois, PDG de Québecor.
  - Kim Wayans, actrice américaine.
- 1962 :
  - Michael Balzary, musicien australo-américain, bassiste du groupe Red Hot Chili Peppers.
  - Manute Bol, basketteur soudanais († 19 juin 2010).
  - Dmitri Khvorostovski, chanteur d'opéra russe (baryton) († 22 novembre 2017).
- 1963 : Élie Semoun (Élie Semhoun dit), humoriste et comédien français.
- 1964 : Annette Gerlach, journaliste allemande francophone.
- 1965 : Zhi Hong Sun (孙智宏), mathématicien chinois.
- 1967 : Michel Tonon, homme politique français.
- 1968 :
  - Jean-Philippe Gatien, pongiste français.
  - Elsa Zylberstein, actrice française.
- 1971 : Franck Cuesta, animateur de télévision, vétérinaire, herpétologue et activiste espagnol.
- 1972 : Darius Kasparaitis, hockeyeur sur glace lituanien.
- 1973 : Heinz Schilchegger, skieur alpin autrichien.
- 1974 :
  - Hervé Commère, écrivain français.
  - Arnaud Grellier, journaliste et cadre administratif français.
  - Paul Kariya, hockeyeur professionnel canadien.
- 1975 :
  - Christophe Maé (Christophe Martichon dit), chanteur français.
  - Luigi Séguy, pilote de motocross français.
- 1976 :
  - Rachid Badouri, humoriste canadien francophone.
  - Marius Colucci, acteur français.
- 1977 : John Mayer, chanteur américain.
- 1980 :
  - Suzanne Brigit « Sue » Bird, basketteuse israélo-américaine.
  - Jeremy Jackson, acteur et chanteur américain.
  - Yordan Kamdzhalov (Йордан Камджалов), chef d'orchestre bulgare.
- 1981 :
  - Moussa Badiane, basketteur français.
  - Brea Grant, actrice et productrice américaine.
  - Nourdin El Ouali, homme politique néerlandais.
- 1982 :
  - Alan Anderson, basketteur américain.
  - Frédéric Michalak, joueur de rugby français.
  - Tuncay Şanlı, footballeur turc.
- 1983 :
  - Philipp Kohlschreiber, joueur de tennis allemand.
  - Loreen (Lorine Zineb Nora Talhaoui dite), chanteuse suédoise.
  - Rémi Ochlik, photographe de guerre français († 22 février 2012).
  - Kenny Omega (Tyson Smith dit), catcheur canadien travaillant à la New Japan Pro Wrestling.
  - Sabrina Reghaïssia, basketteuse française.
- 1984 : François Pervis, cycliste sur piste français.
- 1985 :
  - Alexis Hornbuckle, basketteuse américaine.
  - KJ Matsui, basketteur japonais.
  - Carlos Morais, basketteur angolais.
  - Verena Sailer, athlète de sprint allemande.
  - Casey Stoner, pilote de moto australien.
- 1986 : Inna (Elena Alexandra Apostoleanu dite), chanteuse et danseuse roumaine.
- 1989 : Daniel « Dan » Biggar, rugbyman gallois, demi d'ouverture titulaire du XV gallois.
- 1990 : 
  - Brock Motum, basketteur australien.
  - Ridsa (Maxence Boitez dit), chanteur et rappeur français.
- 1991 : Wilfried Yeguete, basketteur français.
- 1992 : Bryce Harper, joueur de baseball américain.
- 1993 : Caroline Garcia, joueuse de tennis française.
- 1997 : 
  - Aurélien Diesse, judoka français.
  - Charles Leclerc, pilote automobile monégasque.

## Décès

### VIIIesiècle
- 740 : Vital de Saint-Viaud, saint de la chrétienté vénéré à Saint-Viaud.

### XVIesiècle
- 1555 :
  - Hugh Latimer, théologien anglais, brûlé vif à Oxford avec son ami Nicholas Ridley (° v. 1485).
  - Nicholas Ridley, théologien anglais, brûlé vif à Oxford avec son ami Hugh Latimer (° inconnue).
- 1590 : Anne d'Autriche, archiduchesse d'Autriche, fille de l'empereur germanique Ferdinand Ier puis épouse du duc de Bavière Albert V (° 7 juillet 1528).

### XVIIesiècle
- 1628 : François de Malherbe, poète français (° 1555).
- 1632 : Asano Nagaakira, samouraï japonais du début de l'époque d'Edo (° 18 mars 1586).

### XVIIIesiècle
- 1730 : Antoine de Lamothe-Cadillac, aventurier français (° 5 mars 1658).
- 1791 : Grigori Aleksandrovitch Potemkine (Григорий Александрович Потёмкин), homme politique et feld-maréchal russe (° 11 octobre 1739).
- 1793 : Marie-Antoinette d'Autriche, reine de France de 1774 à 1792 (° 2 novembre 1755).

### XIXesiècle
- 1847 : Henri de Castellane, homme politique français (° 23 septembre 1814).
- 1886 :
  - Adolphe Daguenet, homme politique français (° 8 juillet 1801).
  - Henri Mercier, diplomate français (° 29 novembre 1816).
  - Mayer Carl von Rothschild, banquier allemand (° 5 août 1820).
  - John Short, homme politique canadien (° 4 juillet 1836).

### XXesiècle
- 1920 : Alberto Nepomuceno, compositeur brésilien (° 6 juillet 1864).
- 1937 : Jean de Brunhoff, auteur-illustrateur français, le jour des 34 ans de sa femme et co-autrice supra (° 9 décembre 1899).
- 1941 : Arthur Kronfeld, psychiatre allemand (° 9 janvier 1886).
- 1946, exécution d'anciens dignitaires nazis condamnés au procès de Nuremberg :
  - Wilhelm Frick, homme politique allemand, ministre de l'Intérieur de 1933 à 1943 (° 12 mars 1877).
  - Alfred Jodl, général d’armée allemand (° 10 mai 1890).
  - Wilhelm Keitel, maréchal allemand (° 22 septembre 1882).
  - Joachim von Ribbentrop, homme politique et diplomate allemand, ministre des Affaires étrangères de 1938 à 1945 (° 30 avril 1893).
  - Alfred Rosenberg, homme  politique, architecte et essayiste allemand (° 12 janvier 1893).
  - Julius Streicher, démagogue et homme politique nazi allemand (° 12 février 1885).
- 1951 : Liaquat Ali Khan, homme politique pakistanais, Premier ministre de 1947 à 1951 (° 1er octobre 1895).
- 1959 : George Marshall, général d’armée américain, prix Nobel de la paix en 1953 (° 31 décembre 1880).
- 1966 : Jacques De Busscher, médecin psychiatre belge (° 16 avril 1902).
- 1968 : Norman Hallows, athlète de fond britannique (° 29 décembre 1886).
- 1971 :
  - Robert Accard, footballeur puis entraîneur français (° 26 novembre 1897).
  - Jules Humbert-Droz, homme politique suisse (° 23 septembre 1891).
- 1972 : Leo Grattan Carroll, acteur britannique (° 25 octobre 1886).
- 1973 : Eugene Bertram « Gene » Krupa, batteur et chef d’orchestre de jazz américain (° 15 janvier 1909).
- 1976 : Rosane Kaingang, activiste indigène brésilienne (° ?).
- 1978 : Daniel James « Dan » Dailey, Jr., acteur et réalisateur américain (° 14 décembre 1913).
- 1980 : Paul Chastel, homme politique français (° 28 janvier 1905).
- 1981 : Moshe Dayan (משה דיין), militaire et homme politique israélien, plusieurs fois ministre (° 20 mai 1915).
- 1982 : Mario del Monaco, artiste lyrique italien (° 27 juillet 1915).
- 1984 :
  - Peggy Ann Garner, actrice américaine (° 3 février 1932).
  - Jean Mairey, résistant et haut fonctionnaire français (° 9 août 1907).
  - Grégory Villemin, garçonnet assassiné (° 24 août 1980).
- 1986 : Arthur Grumiaux, violoniste belge (° 21 mars 1921).
- 1988 : Farida (الملكة فريدة), reine d'Égypte de 1938 à 1948, première épouse du roi Farouk (° 5 septembre 1921).
- 1989 : Cornel Wilde, acteur et réalisateur américain (° 13 octobre 1912).
- 1990 : Arthur « Art » Blakey, batteur et chef d’orchestre de jazz américain (° 11 octobre 1919).
- 1992 : Shirley Booth, actrice américaine (° 30 août 1898).
- 1997 : James Albert Michener, écrivain américain (° 3 février 1907).
- 1998 : Jon Postel, informaticien américain (° 6 août 1943).

### XXIesiècle
- 2001 : Jean Danet, metteur en scène français (° 14 janvier 1924).
- 2003 : 
  - Ahmed el-Alami, magistrat marocain (° 14 avril 1939).
  - László Papp, boxeur hongrois (° 25 mars 1926).
- 2004 : Pierre Salinger, journaliste américain (° 14 juin 1925).
- 2006 :
  - Valentín Paniagua, homme d'état péruvien, ancien président de 2000 à 2001 (° 23 septembre 1936).
  - Lister Sinclair, animateur de télévision et scénariste canadien (° 9 janvier 1921).
  - Trebisonda Valla, athlète de haies et sprint italienne (° 20 mai 1916).
- 2007 :
  - Deborah Kerr, actrice britannique (° 30 septembre 1921).
  - Rosalío José Castillo Lara, prélat vénézuélien (° 4 septembre 1922).
  - Todor « Toše » Proeski, chanteur macédonien (° 25 janvier 1981).
  - Barbara West, survivante du naufrage du Titanic (° 24 mai 1911).
- 2010 :
  - Barbara Billingsley, actrice américaine (° 22 décembre 1915).
  - Jack Butterfield, dirigeant de hockey sur glace canadien (° 1er août 1919).
  - Lise Girardin, femme politique suisse (° 15 février 1921).
- 2011 : 
  - Elouise Cobell, activiste américaine (° 5 novembre 1945).
  - Jacques Douffiagues, magistrat et homme politique français (° 28 janvier 1945).
  - Paul Garrigues, joueur de rugby à XV français (° 10 juillet 1944).
  - Daniel Clive « Dan » Wheldon, pilote automobile britannique (° 22 juin 1978).
- 2012 : Antoine Sollacaro, avocat français (° 30 janvier 1949).
- 2013 :
  - Albert Bourlon, coureur cycliste français des années 1940 (° 23 novembre 1916).
  - Edward Matthew « Ed » Lauter II, acteur américain (° 30 octobre 1938).
  - Roger Léron, homme politique français (° 25 janvier 1945).
- 2014 :
  - Ioánnis Kharalambópoulos, homme politique grec (° 10 février 1919).
  - Franzjosef Maier, violoniste et chef d'orchestre (° 27 avril 1925).
  - John Spencer-Churchill, homme politique britannique (° 13 avril 1926).
- 2015 :
  - Mikhaïl Bourtsev, sabreur soviétique puis russe (° 21 juin 1956).
  - James Fowler, psychologue et théologien américain (° 12 octobre 1940).
  - Francesc de Paula Burguera, poète, dramaturge, homme politique, essayiste et journaliste espagnol (° 13 juillet 1928).
  - Anne Tronche, critique d'art française (° 30 octobre 1938).
- 2016 : 
  - Anthony Foley, joueur de rugby puis entraîneur irlandais (° 30 octobre 1973).
  - Kigeli V, souverain du Rwanda (° 29 juin 1936).
  - Ted V. Mikels, réalisateur américain (° 29 avril 1929).
  - Arsen Pavlov, officier russe (° 2 février 1983).
- 2020 : Samuel Paty, professeur français assassiné d'histoire-géographie, de morale et de civisme en collège  (° 18 septembre 1973).
- 2021 :
  - Felipe Cazals, réalisateur, scénariste, producteur, acteur, directeur de la photographie et monteur mexicain (° 28 juillet 1937).
  - Betty Lynn, actrice américaine (° 29 août 1926).
- 2022 : 
  - Joyce Aylard, cryptoanalyste, informaticienne et enseignante britannique (° 1925).
  - Benjamin Civiletti, avocat et homme politique américain (° 17 juillet 1935).
  - Géraud de Geouffre de La Pradelle, juriste international et professeur de droit français (° 1er août 1935).
  - Ian Whittaker, acteur et chef décorateur britannique (° 13 juillet 1928).
  - Lodewijk van den Berg, ingénieur chimiste néerlandais puis américain (° 24 mars 1932).
- 2023 : 
  - Martti Ahtisaari, diplomate et homme d'État finlandais (° 23 juin 1937).
  - Hatto Beyerle, altiste, chambriste, chef d'orchestre et professeur de musique germano-autrichien (° 20 juin 1933).
  - Jorge Guillén, basketteur espagnol (° 13 janvier 1937).
  - Jesús Guzmán, expert en communication, écrivain, acteur et réalisateur d'émissions de télévision espagnol (° 15 juin 1926).
  - Richard Martin, directeur de théâtre, metteur en scène, dramaturge, auteur et comédien français (° 1943).
  - Joanna Merlin, actrice et directrice de casting américaine (° 15 juillet 1931).
  - Dimítrios Saláchas, exarque apostolique de l'Église grecque-catholique hellène (° 7 juin 1939).
- 2024 :
  - Béatrice de Andia, personnalité du monde de la culture hispano-française (° 17 septembre 1933).
  - Paul McDonald Calvo, homme politique américain (° 25 juillet 1934).
  - Matia Chowdhury, femme politique bangladaise (° 30 juin 1942).
  - Sukh Dev, chimiste organique indien (° 17 juin 1923).
  - Casimir Nowotarski, footballeur français (° 26 novembre 1932).
  - Liam Payne, chanteur britannique (° 29 août 1993).
  - Roald Poulsen, entraîneur de football danois (° 28 novembre 1950).
  - Yahya Sinwar, homme politique et membre de la résistance islamiste palestinienne, chef du Hamas (° 29 octobre 1962).

## Célébrations
- Nations unies : journée mondiale de l'alimentation et de lutte contre le gaspillage alimentaire[7],[8].
- La journée mondiale du pain
- Journée Mondiale de la Colonne Vertébrale (World Spine Day)
- Canada et États-Unis : boss's day (en) / « jour du patron ».
- Chili : día del docente ou del profesor / « journée du doyen » ou « du professeur »[9].

- Christianisme : dédicace de l'église du Mont-Saint-Michel à l'archange Michel (voir 29 septembre sqq et événement en 708 ci-avant).

### Saints des Églises chrétiennes

#### Catholiques et orthodoxes
Saints du jour, :
- Amand de Coly († VIe siècle), ermite, puis fondateur de l'abbaye de Saint-Amand-de-Coly.
- Ambroise de Cahors († 770), évêque de Cahors.
- Berchaire († 685), fondateur de l'abbaye Notre-Dame de Montier-en-Der.
- Bologne († IVe siècle), vierge et martyre à Bologne.
- Bonite († Xe siècle), bergère à Brioude.
- Cérée († IIIe siècle), martyrisée avec 270 compagnons en Afrique.
- Conogan de Beuzit († VIe siècle), 2e évêque de Quimper.
- Elophe († 362), diacre martyr à Toul.
- Éremberte († VIIe siècle), 1re abbesse du monastère de Wierre-au-Bois.
- Gall de Suisse († 646), fondateur de l'Abbaye de Saint-Gall, en Suisse.
- Gaudéric de Viéville (IXe siècle) — ou « Gaudry » —, laboureur dans la ville éponyme, patron du diocèse de Perpignan.
- Gordaine († VIIIe siècle), ermite à Anchin, où s'éleva plus tard l'abbaye d'Anchin.
- Grat et Ansute († 316), martyrs en Rouergue.
- Junien († 550), ermite dans la ville éponyme, en Limousin.
- Kère de Kilkeary (en) († 680), abbesse à Kilkeary, dans le Munster irlandais.
- Lulle de Mayence († 787), évêque de Mayence.
- Martinien et Saturien († 459), martyrs en Afrique, par ordre du roi arien Genséric.
- Mummolin († 686), évêque de Noyon.
- Mainbeuf d'Angers († 660), 16e évêque d'Angers.
- Saturnin (d'Afrique) (it), tous deux † au IIIe siècle / vers 450 avec 365 compagnons martyrs en Afrique (au nord alors romanisé).
- Sylvain († 407) — ou « Silvain » —, martyrisé par les vandales à Ahun.
- Vital de Saint-Viaud († 740) — ou « Viau » —, moine de Noirmoutier, puis ermite à Saint-Viaud.

#### Saints et bienheureux catholiques
Saints et béatifiés du jour :
- Anicet Kopliński († 1941), bienheureux capucin martyr à Auschwitz[12].
- Anastase de Cluny († 1085), moine à Cluny.
- Augustin Thevarparampil († 1973), bienheureuex prêtre de l'Église catholique syro-malabare, ayant consacré sa vie aux intouchables.
- Bertrand de Comminges († 1123), évêque et patron de Comminges.
- Edwige de Silésie († 1243), duchesse de Silésie et religieuse.
- Gérard de Clairvaux († 1138), bienheureux moine, frère aîné de saint Bernard de Clairvaux.
- Gérard Majella († 1755), rédemptoriste, à Materdomini près de Caposele.
- Joseph Jankowski († 1941), bienheureux pallottin martyr à Auschwitz.
- Marguerite d'Youville († 1771), religieuse québécoise, fondatrice des Sœurs de la Charité de Montréal.
- Marguerite-Marie Alacoque († 1690), religieuse française visitandine, et apôtre de la dévotion au Sacré-Cœur.

#### Saints orthodoxes?
Outre les saints œcuméniques voire pré-schismatiques ci-avant, aux dates parfois "juliennes" / orientales. 

### Prénoms
Bonne fête aux Edwige et ses variantes voire diminutifs : Edvige, Hedda, Hedel, Hedgen, Hedi, Hedwig, Hedwiga, Hedy, Hetti, Jadwiga, Wiegel, Wig, Wigge (les Heidi étant plutôt fêtées quant à elles en tant que diminutif des Adélaïde).
Et aussi aux :
- Bertrand, son autre forme Bertran et leurs formes féminines Bertrande et Bertrane, Berthe, Bert(h)rade.
- Gall et ses dérivés : Gallen et Gallien.
- Gaudry et ses autres formes : Gaudéric, Gaudérice et Gaudérique (et les sainte-Gaudence la veille ou avant-veille).
- Junien,
- Marguerite et ses variantes et diminutifs : Magali, Magalie, Margaux, Margot, Marjorie (fête majeure les 16 novembre un mois plus tard jour pour jour ( voir aussi 22 juillet pour des paronymies voire diminutifs en commun avec les Madeleine -Mag, Meg etc.- et le lendemain 17 octobre fatal à sainte Marguerite-Marie Alacoque ci-avant, sainteté mise à part).
- Saturnin, Saturnino/-e/-a, Sernin(e/-a), comme les 29 novembre et à d'autres dates de différents Saint(s) Saturnin.
- Viaud et ses autres formes : Viau et Vio.

## Traditions et superstitions

### Astrologie
- Signe du zodiaque : vingt-troisième jour du signe astrologique de la Balance.

### Dicton du jour
- « Coupe ton chou à la saint-Gall, en hiver c'est un vrai régal. »[réf. souhaitée]
- « Quand de Saint Gall arrive l'heure, la vache à l'étable demeure. »[13]
- « Quand saint-Gall coupe le raisin, c'est mauvais signe pour le vin. »[14]

## Toponymie
- Les noms de plusieurs voies, places, sites ou édifices de pays ou régions francophones contiennent cette date sous différentes graphies : voir Seize-Octobre .